# 토노스기

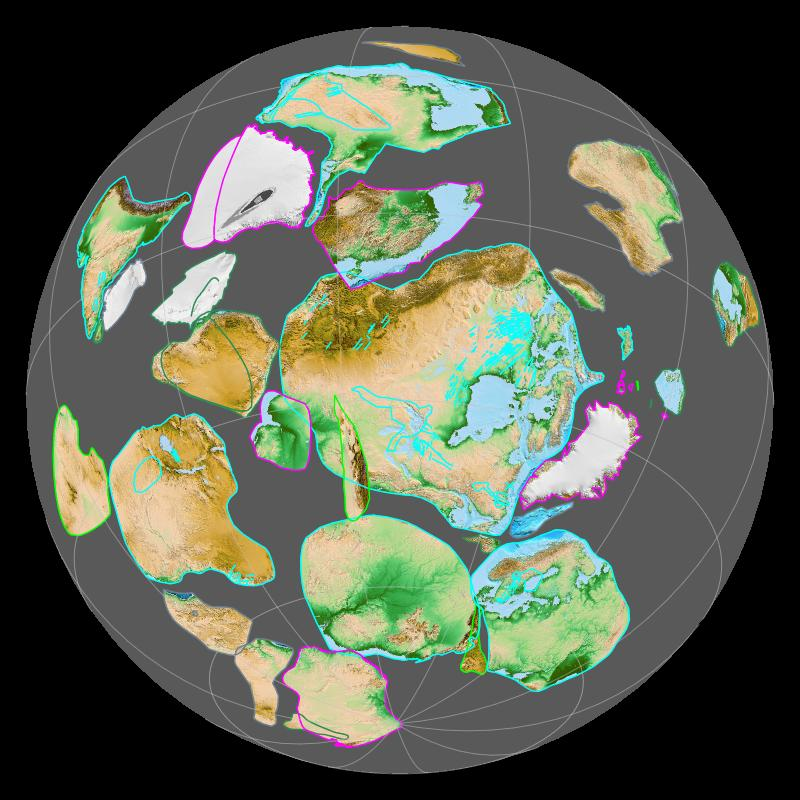

토노스기(Tonian period)는 원생누대 신원생대의 첫 번째로, 중원생대 스테노스기(10억년 전)와 크리오스진기(7억 2000만년 전)의 사이에 해당한다. 그리스어로 뻗다라는 뜻의 "τόνος"에서 유래했다.
이 시기에 로디니아 초대륙이 점차적으로 분열되기 시작했다.

## 대한민국

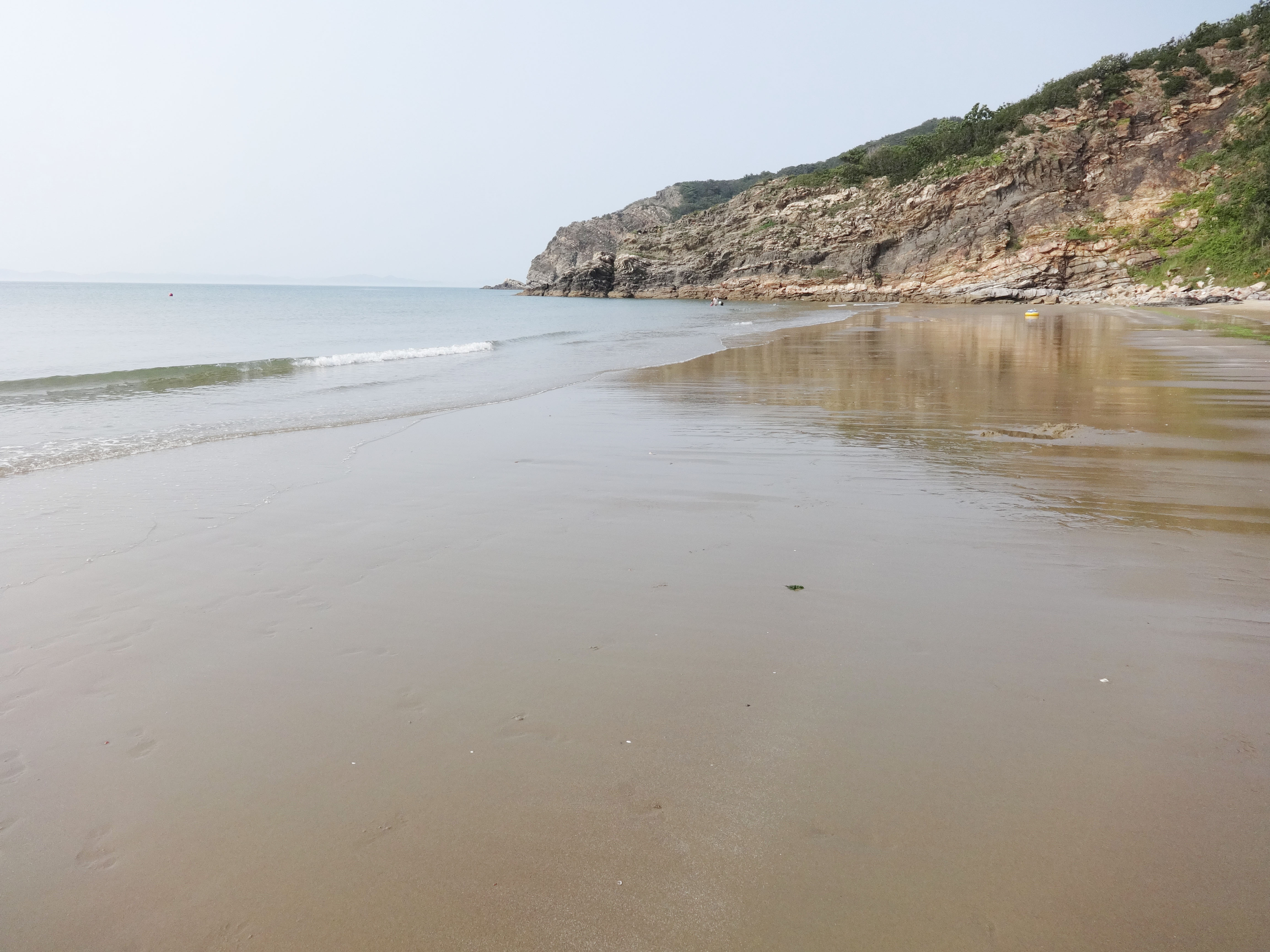
대청도 지두리해변에 드러난 선캄브리아기 스테노스기~토노스기의 퇴적암 지층 지두리층

인천광역시 백령도, 대청도, 소청도 지역에 분포하는 선캄브리아기 암석은 연대측정 결과로 스테노스기~토노스기에 퇴적된 것으로 해석된다.